# Eriopyga cirphidia
Eriopyga cirphidia là một loài bướm đêm trong họ Noctuidae.